# Palást (település)

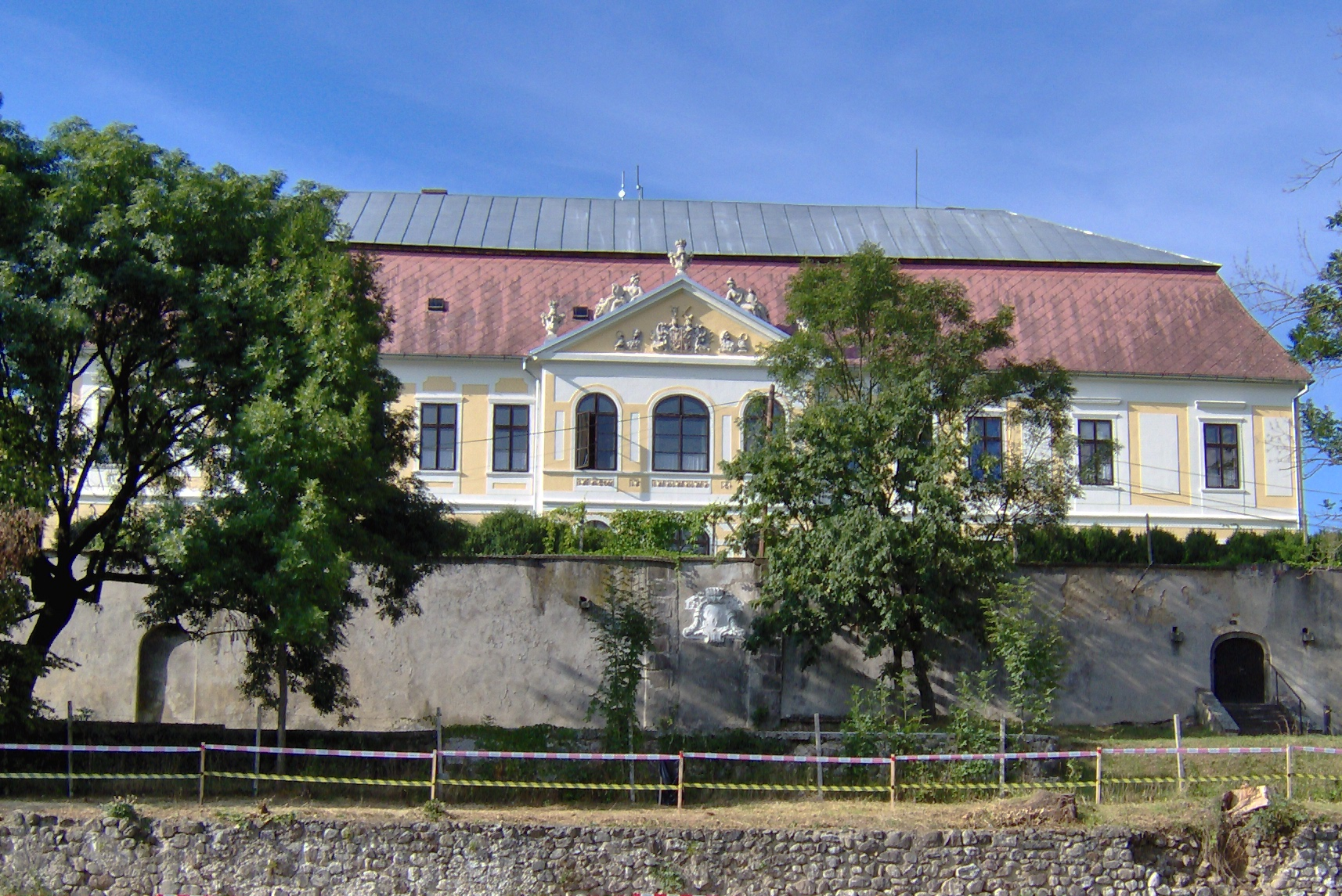
Palásthy kastély- ma magyar tannyelvű, egyházi iskola

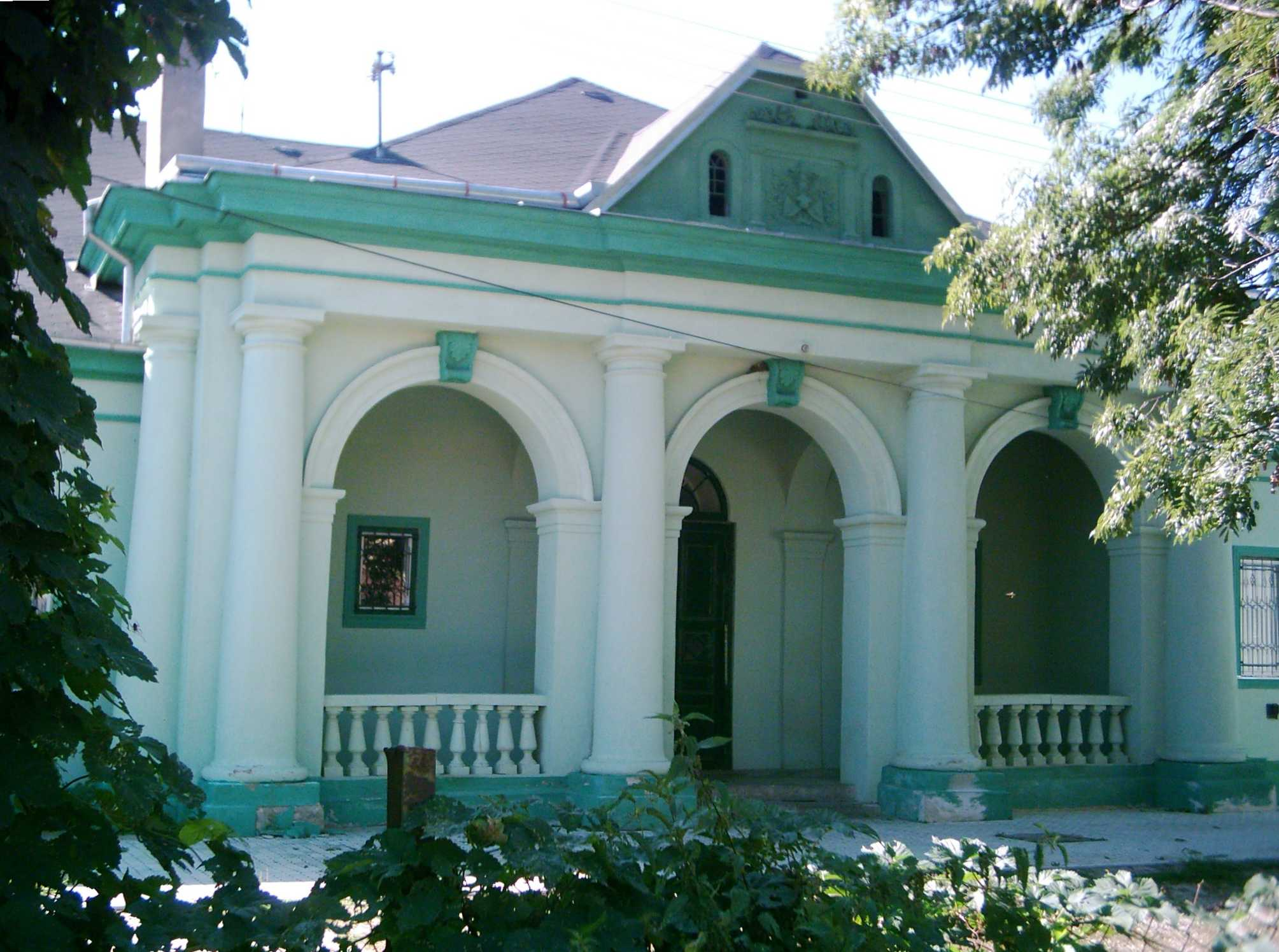
Az Ivánka kúria ma cserkészház

Palást (szlovákul Plášťovce) község Szlovákiában, a Nyitrai kerület Lévai járásában. Alsó- és Felsőpalást egyesítésével jött létre.

## Fekvése
Ipolyságtól 10 km-re északra, a Korpona-patak bal partján fekszik.

## Élővilága
Paláston 2013-ban a templomon építettek fészket a gólyák. Költésről nincs adat. 2024-ben új fészek épült, melyben 1 fiókát neveltek.

## Nevének eredete
A község neve a régi magyar Palást személynévből való.

## Története
Palást területén már a bronzkorban is éltek emberek, ezt bizonyítják az itt előkerült gazdag kerámialeletek és a környéken feltárt urnatemetők. Anonymus szerint, amikor a honfoglaló magyarok az Ipoly vidékére értek, e föld lakói Zalán bolgár vezér uralma alá tartoztak.
A falut "Plast" alakban 1156-ban említik először azon honti falvak jegyzékében, melyek dézsmáját Martyrius esztergomi érsek átengedte a káptalannak II. Géza idejében. A hagyomány szerint a falu ősi birtokosa – a Palásthy család őse –, Bors II. Endre királlyal együtt harcolt a Szentföldön és 1217-ben királyi adományként kapta a birtokot. Palást a megyerendszer kialakulását követően királyi várbirtok volt, s mint ilyet II. András 1232-ben a zólyomi várispánsághoz csatolta. Később a honti váruradalom részévé vált. 1281-ben a mai kastéllyal átellenben állt a Palásthy család ősi kúriája. Ebben az időben már jelentős település, mely templommal is rendelkezett. 1342-ben a faluban vámszedőhely volt, népessége egyre növekedett.
Magyarország első fennmaradt nyomtatott térképén, a Tabula Hungariaen – amelyet feltehetően Lázár deák készített 1528 előtt – a falu Palastiowitz alakban szerepel . A legközelebbi feltüntetett települések még Sag és Egeg.
Határában zajlott 1552. augusztus 11-én az a csata, amelyben Hadim Ali budai pasa serege megfutamította az Erazmus Teuffel vezette birodalmi és spanyol katonákat. A csatának több ezer halálos áldozata volt és ezt követően megnyílt az út a törökök előtt az észak-magyarországi várak elfoglalására.
A 18. század végén Vályi András így ír róla: "PALÁST. Plasovce. Magyar falu Hont Vármegyében, földes Ura Palásti Uraság, a’ kinek kastéllyával díszesíttetik, és több Urak; lakosai katolikusok, fekszik Szebeklébhez két mértföldnyire, határja jó, tulajdonságai külömbfélék, fája, réttye, legelője, ’s dohánnya is jó van, első osztálybéli."
A 19. században többek között a Coburg, a Nedeczky és az Ivánka családok voltak a község birtokosai.
A 19. század közepén Fényes Elek eképpen írja le: "Palást, magyar falu, Honth vmegyében, a Korpona völgyében, ut. p. Ipoly-Dághtól északra 2 mfd., 1044 kath., 96 evang. lak. Kath. paroch. templom. Rétje, erdeje, legelője igen sok, s azért sok juhot tenyészt. Bora becses. F. u. a Palásthy nemzetség s m t."
Hont vármegye monográfiájában pedig ezt olvashatjuk róla: "Palást, a Korpona patak mellett fekvő magyar kisközség, 271 házzal és 1579 túlnyomóan r. kath. vallású lakossal; vasúti és táviró-állomása Ipolyságon, postája helyben van. Körjegyzőségi székhely. A vármegye legrégibb helységei közé sorozható; mert már 1156-ban szerepel, a mikor Márton érsek a falu dézsmáját az esztergomi káptalannak ajándékozta; ebben az oklevélben Plast alakban szerepel. 1230-ban II. András király elrendelte, hogy az itteni királyi dézsmát zólyomi uradalmába szállítsák. IV. Béla királynak évszám nélkül kiállított oklevelében Palást falut, a Csák nemzetségbeli Máté fia István kapta adományul. 1288-ban Mách fiai, István és Péter a maguk részét eladták Palásthy Péternek és társainak. A Palásthyakat azonban a XIII. század korábbi éveiben már birtokban találjuk itt. A Palásthyak később, három ágra oszolván, hosszas osztályos pörbe keveredtek. A család levéltárában volt az az érdekes oklevél, melyet II. András király a Szentföldön, 1217-ben, az egyik ott vitézkedett Palásthy részére kiállított. Ezt az oklevelet Werbőczy István is látta, mint azt Tripartitumának II. rész 13. czikkében említi; de az érdekes okirat 1750 táját elveszett és azóta sem került elő. IV. László király más Palásthyakat is nemesi sorba emelt a várkatonaságból, mikét azt 1281-ben kelt levele igazolja. 1281-ben a sági konvent 1előtt Ivánka fia, Albei, palásti birtokát öt arany márkáért átengedte Lévának és fiainak. Róbert Károly király 1327-ben Palásthy Györgyöt és testvéreit a honti várjobbágyok közül szabadokká tette és a királyi nemesek sorába emelte. Palást község nevét a pápai tizedszedők jegyzékében is megtaláljuk és a papjától szedett tized után itélve, már akkor is jelentősebb helység lehetett. Palásthy Bors bitófán kivégzett fiainak birtokrészét, 1331-ben Besnyő Gergely kapta. A XVI. században már politikai szerepe volt a helynek, mert 1544-től 1552-ig itt tartotta a vármegye közgyűléseit. A falu történetében legemlékezetesebb évszám az 1552., mert ez év augusztus 10. napján szintere volt annak a szomorú emlékű ütközetnek, melyet az egyesült magyar és császári hadak Teuffel Erasmus vezérlete alatt a török ellen vívtak és a mely harcz a keresztény sereg teljes vereségével végződött. Ebből a harczból származó fegyverek ma is láthatók itt egyeseknél. Azon a helyen, a hol Sbardelatti Ágoston váczi püspök elesett, a Palásthy-család kápolnát emelt. A török uralom idejéből regényes hagyomány maradt fenn: valami harácsoló török zsarnokot megölve találtak Palást és Födémes között; a nógrádi bég nyomozást indított a gyilkosság ügyében és azt az itéletet hozta, hogy ha a gyilkos meg nem kerül, annak a községnek a birája, a melyiknek határában az adószedő törököt megtalálták, karóba huzassék. A gyilkost nem tudták kinyomozni, a területet pedig egyik község sem vállalta. Erre a két szomszédos falu biráit az ügy eldöntésére Szécsénybe rendelték és minthogy a födémesi biró, a ki előbb érkezett oda, megesküdött, hogy a terület nem tartozik Födémeshez, a később érkező Koncz Ambrus palásti birót, minden tiltakozása ellenére, karóba huzták. A mikor azonban később a födémesiek mégis használni akarták azt a vitás területet, az akkori biróság »tömlöcbe vettetlek, tetvekkel étetlek« fenyegetéssel kényszerítette a palástiakat, hogy vegyenek sarlót és foglalják el azt a területet, a mely őket illet meg. Koncz Ambrus fából épült háza még a mult század hetvenes éveiben is fennállot. Azon a helyen, hol a birót karóba húzták, a palástiak keresztet állítottak. Így jutott Palást határába az a darab föld, a hol a födémesi régi templom romjai állanak; ez a terület a Klasznyavér nevet viseli. Palást a XVIII. században Alsó-, Felső- és Közép-Palástra oszlott, ma azonban mind a három egy. A XVIII. század első harmadában, 1730-ban, a vármegye ismét itt tartotta közgyűléseit. A mult század első felében, a Palásthyakon kivül, a Nedeczky és Murányi családok, valamint az Ullmann-Szitányi, gróf Batthyány és Lederer családok voltak a földesurai. Jelenleg Nedeczky Bélának, Ivánka Istvánnak, Luka Pálnak és nejének, Blaskovics Máriának, továbbá Vajda Pálnak és Zmeskall Györgyné, Nedeczky Irénnek van nagyobb birtokuk és egy-egy kastélyuk. A régi Palásthy-féle kastély, melyet 1730-ban Palásthy Ferenc tábornok épített, az utóbbi években Reuss herczegé volt, kitől Rothkugel Arnold lovag és ettől Roszvadovszky Jenő lovag szerezte meg. A falubeli díszes, román stilű új templomot 1898-ban Palásthy Pál püspök építette. Palást községhez tartoznak az Iszkornya, Jalsó, Középolvár, Litva, Olvár, Oszikó, Sopa és Szállásolvár puszták"
A trianoni békeszerződésig Hont vármegye Ipolysági járásához tartozott.
1938 és 1945 között az I. bécsi döntés értelmében újra Magyarország része, majd 1945 után megint Csehszlovákiához került.
1945 után körülbelül 100 magyar családot Csehországba deportáltak, akik később hazatértek. Néhány családot és a plébánost pedig Magyarországra űzték a hatóságok.

## Népessége
| Év:            | 1994. | 2004.   | 2014.   | 2024.   |
| -------------- | ----- | ------- | ------- | ------- |
| Emberek száma: | 1787  | 1701    | 1594    | 1442    |
| Eltérés:       |       | -4,81 % | -6,29 % | -9,53 % |

| Év:            | 2023. | 2024.   |
| -------------- | ----- | ------- |
| Emberek száma: | 1468  | 1442    |
| Eltérés:       |       | -1,77 % |

1880-ban 1441 lakosából 1285 magyar és 87 szlovák anyanyelvű volt.
1890-ben 1545 lakosából 1448 magyar és 87 szlovák anyanyelvű volt.
1900-ban 1579 lakosából 1530 magyar és 36 szlovák anyanyelvű volt.
1910-ben 1717 lakosából 1651 magyar és 59 szlovák anyanyelvű volt.
1921-ben 1759 lakosából 1442 magyar, 282 csehszlovák, 15 zsidó és 19 "külföldi" volt.
1930-ban 1868 lakosából 1366 magyar és 491 csehszlovák volt.
1941-ben 2011 lakosából 1826 magyar és 175 szlovák volt.
1991-ben 1804 lakosából 1334 magyar és 458 szlovák volt.
2001-ben 1735 lakosából 1201 magyar és 498 szlovák.
2011-ben 1638 lakosából 1062 magyar és 555 szlovák volt.
2021-ben 1504 lakosából 898 (+43) magyar, 572 (+31) szlovák, 7 (+5) cigány, 9 egyéb és 18 ismeretlen nemzetiségű volt.

## Nevezetességei

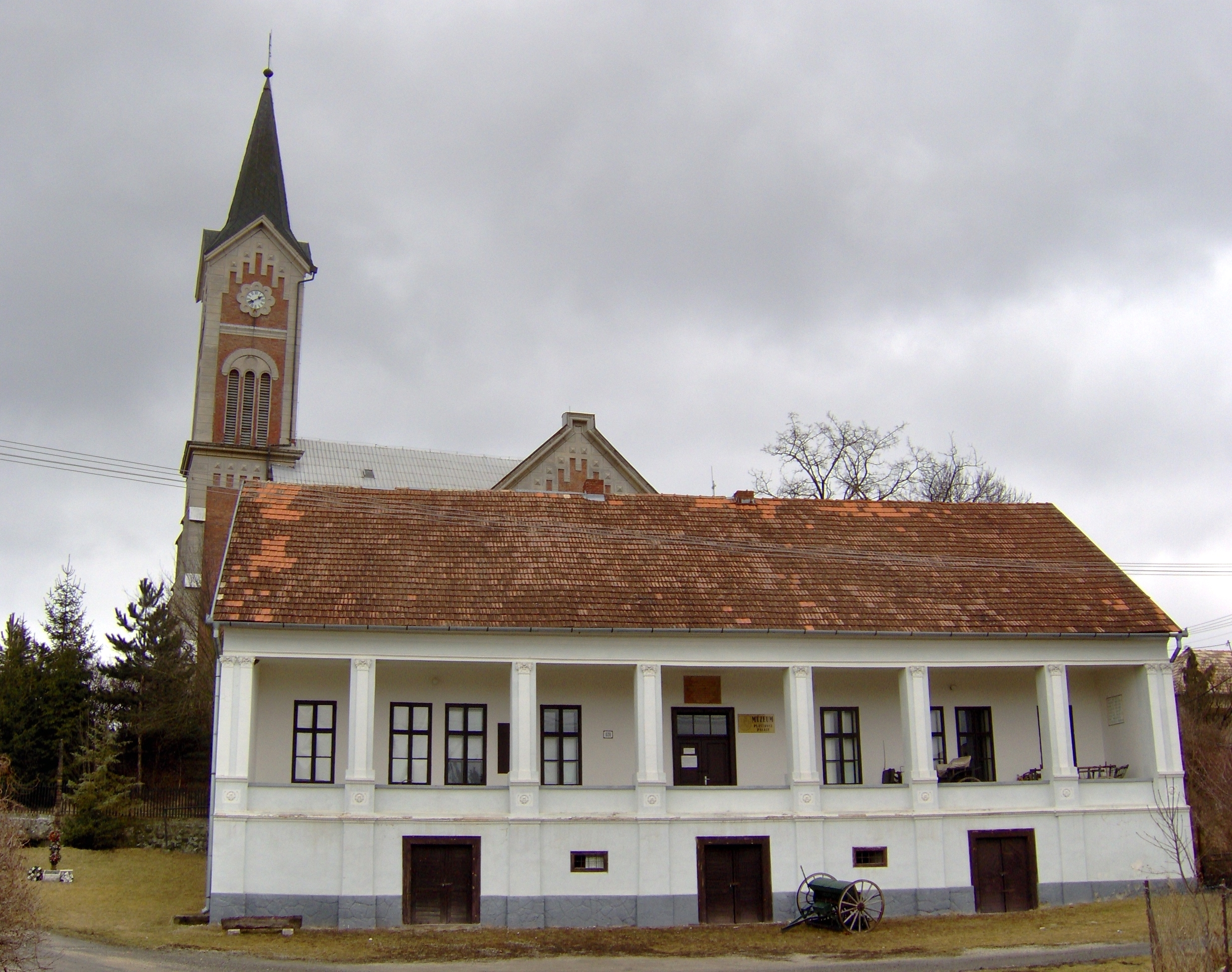
Palásti templom és múzeum (eredetileg iskola)
Nedeczky Géza honvéd hadnagy sírja
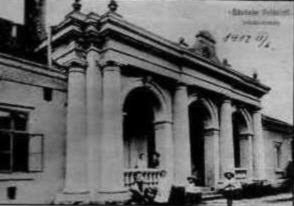
Ivánka kúria, 1912
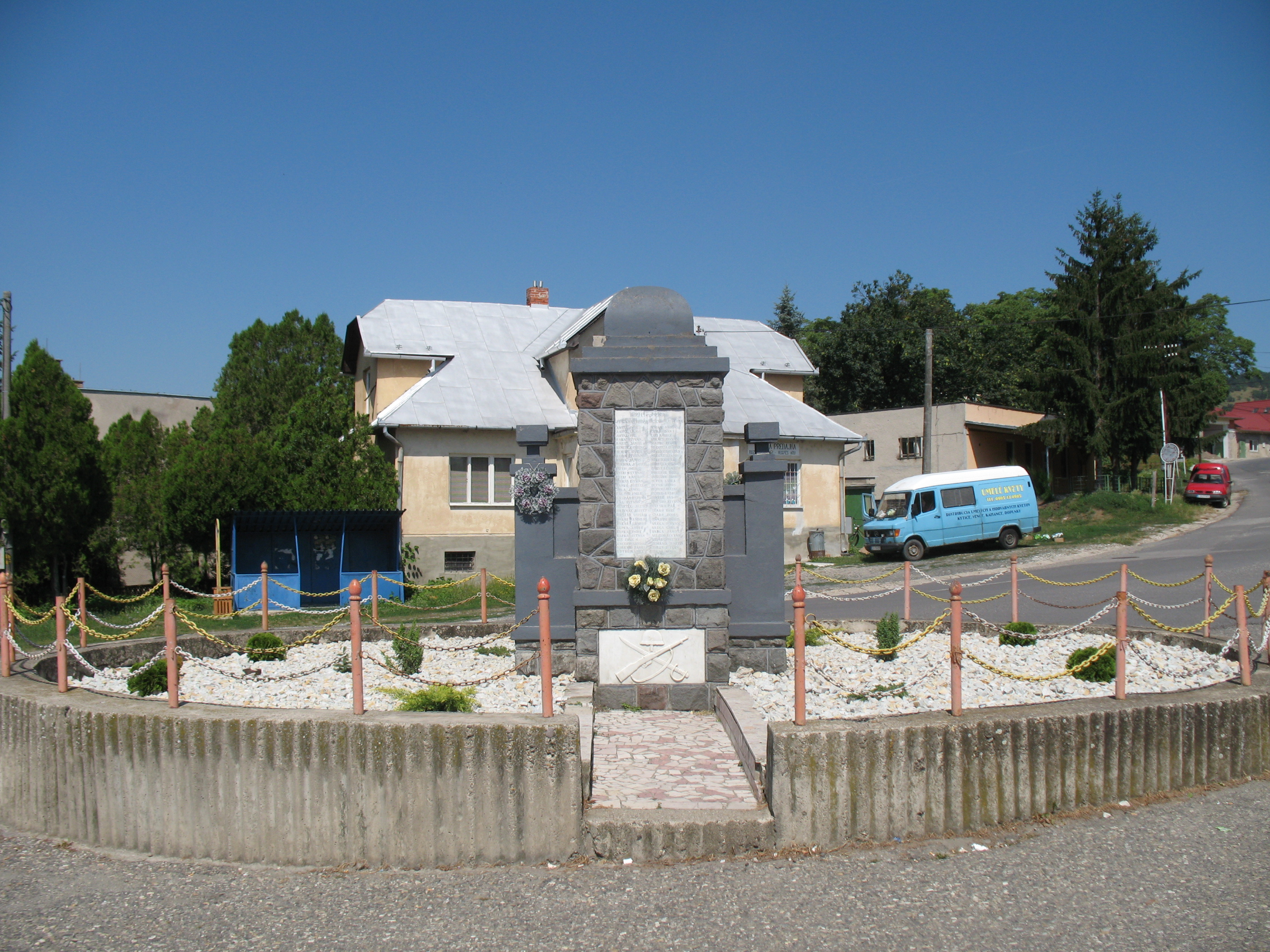
Világháborús emlékmű
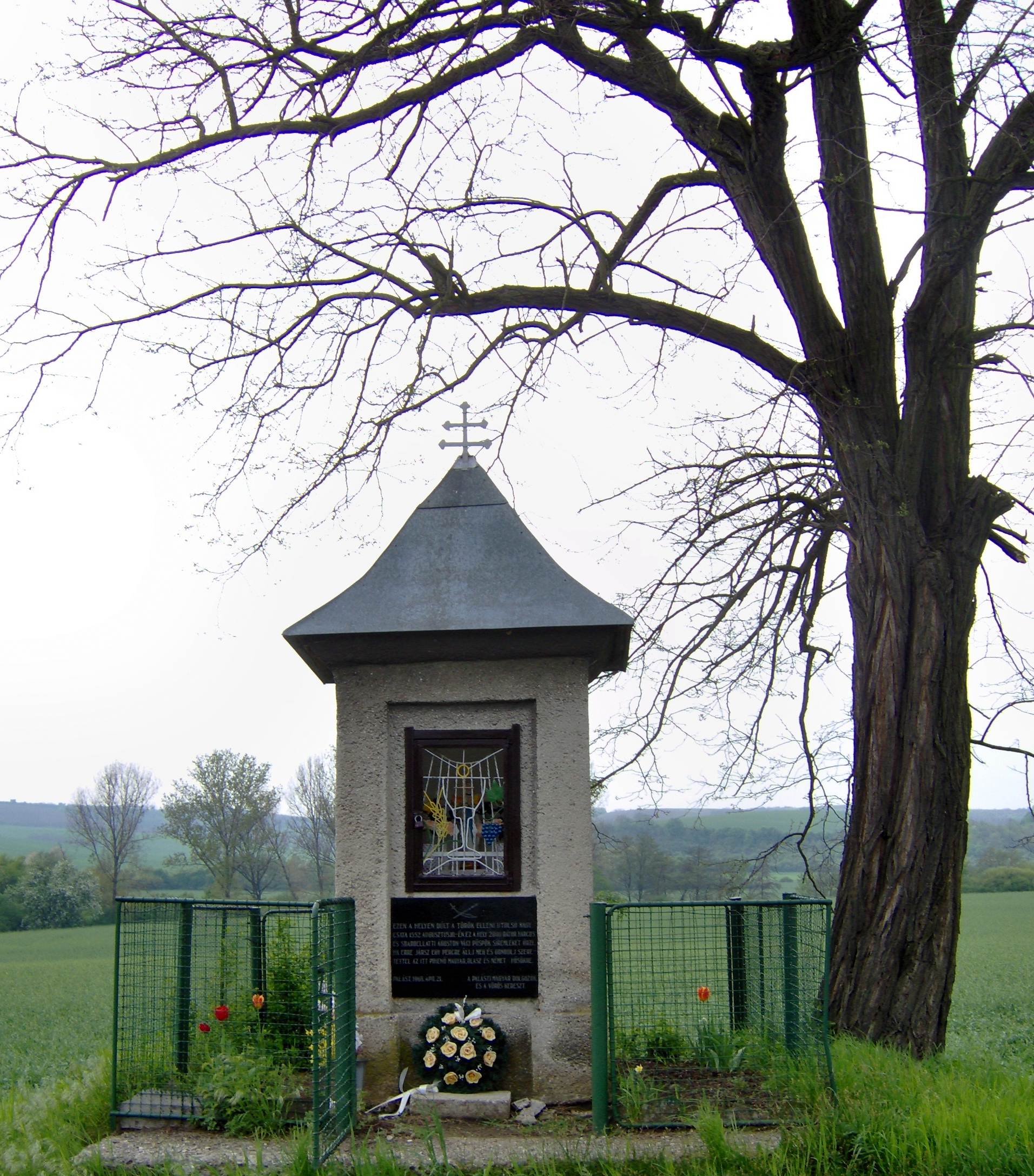
Kápolna az 1552-es csata emlékére
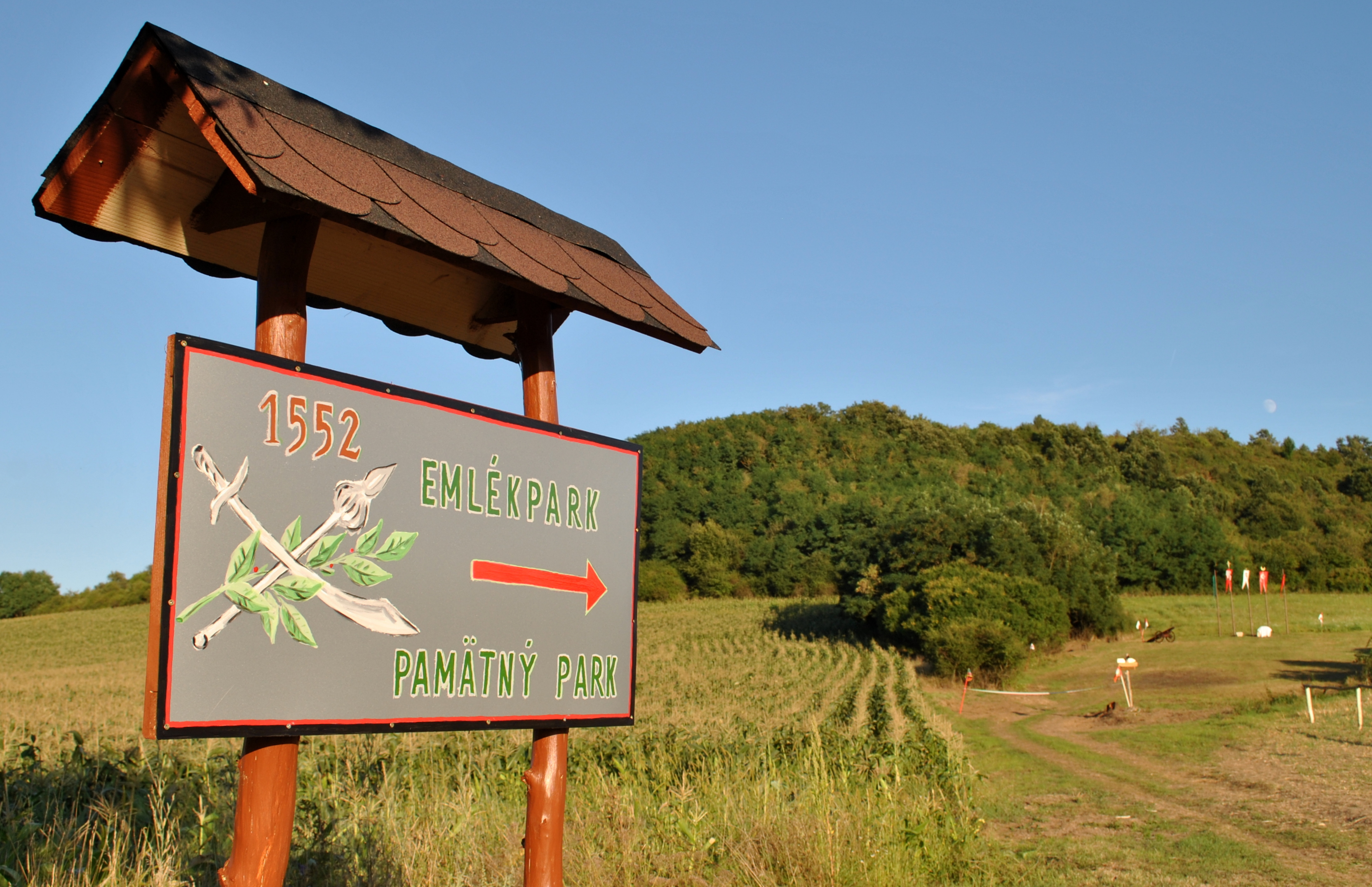
Az 1552-es emlékpark bejárata
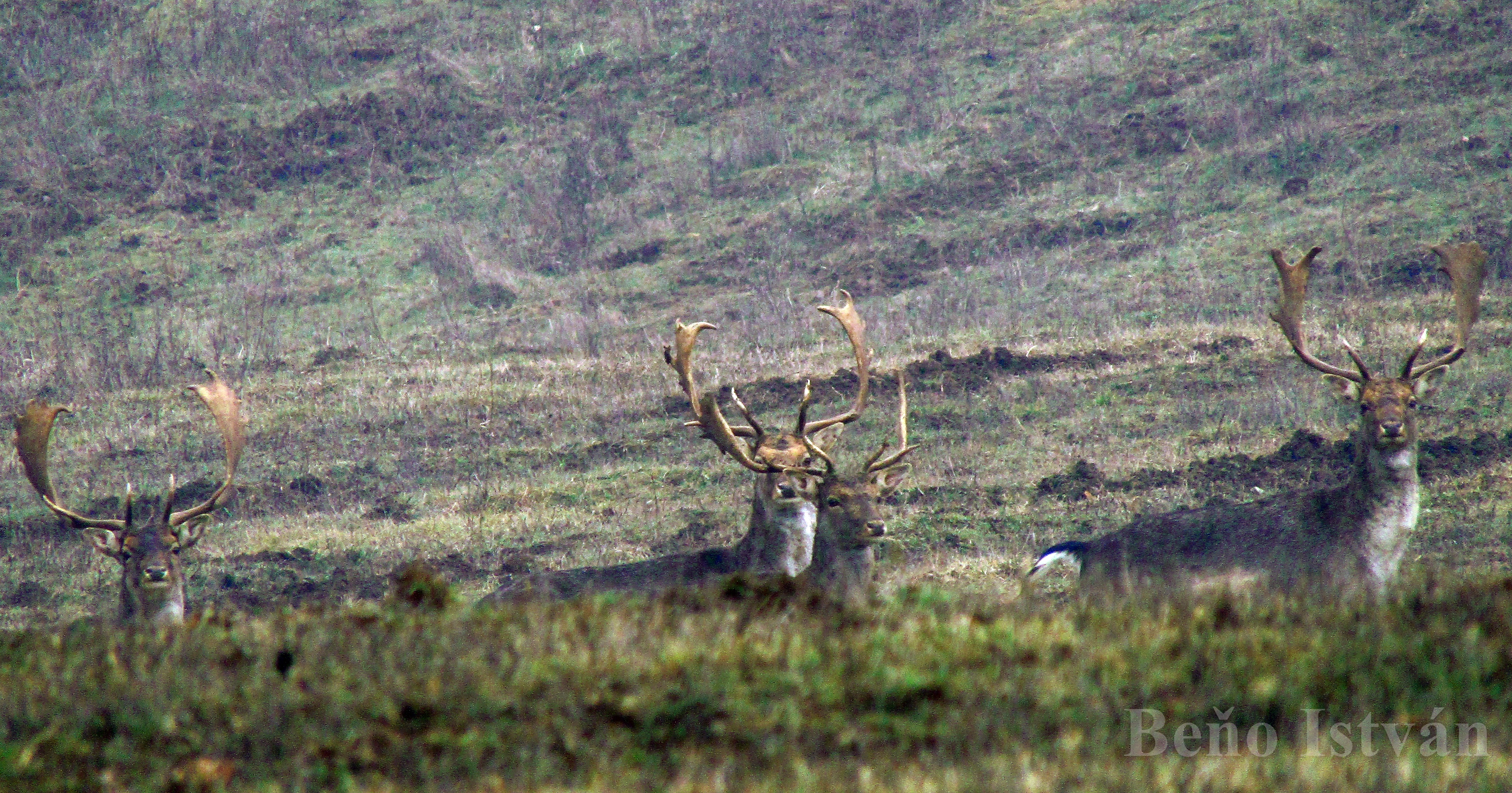
Dámszarvasok Palást határában

- Szent György tiszteletére szentelt római katolikus temploma 1898-ban épült szecessziós stílusban. Építtetője Palásthy Pál esztergomi püspök (1825 Magyarizsép-1899 Esztergom).
- Barokk Palásthy-kastélya 1730-ban épült, a 19. században klasszicista stílusban alakították át. Ma Palásthy Pálról elnevezett egyházi iskola van benne.
- A kastéllyal szemben, a nagymagtár 19. századi épülete a régi Palásthy kúria helyén épült.
- A templomtól délre álló iskolát Palásthy Pál püspök építtette 1890-ben, 2002-től néprajzi és egyháztörténeti gyűjtemény van benne.
- A Zmeskall-kúria 19. századi klasszicista épület.
- A Nedeczky-kúria szintén 19. századi, késő klasszicista stílusú.
- Az Ivánka család kúriája is 19. századi klasszicista épület. 1945 után óvoda, orvosi rendelő, könyvtár volt benne elhelyezve. 1994. óta a Szlovákiai Magyar Cserkészszövetség vezetőképző központja.[11]
- Az egykori Vajda és Luka-kúriát mára már teljesen átalakították.
- A községnek tájjelegű múzeuma, gazdag népi hagyományai, népviselete van, régi népi építésű házaiból még jó néhány látható.
- A palásti csata színhelyén kápolna áll, emléktáblával. 2016-ban 1552-es emlékparkot hoztak létre a csatában elhunyt hősök tiszteletére.[12]

## Neves szülöttei
Itt született
- 1821-ben Palásthy Géza császári alkamarás, 48-as főhadnagy.
- 1854-ben Belányi Tivadar költő, pedagógus, nyelvész.
- 1855-ben Ivánka István költő, lapszerkesztő, politikus, gazdasági szakíró, Hont vármegye utolsó főispánja (1913-19 között).
- 1870-ben Hoffmann János festőművész, rajztanár.
- 1929-ben Zsilka László lapszerkesztő, helytörténész, Palást díszpolgára.
- 1939-ben Zsilka Tibor nyelvész, műfordító, egyetemi tanár.

## A község díszpolgárai
- Csáky Pál politikus (2002)
- Kiss László orvostörténész (2002)
- Palásthy György filmrendező (2002)
- Szigeti László (2006)[13]

## Testvértelepülések
- Ócsa, Magyarország
- Kóspallag, Magyarország
- Kose, Észtország

## Külső hivatkozások
- Palást hivatalos oldal
- Községinfó
- E-obce.sk Archiválva 2008. április 26-i dátummal a Wayback Machine-ben
- PALÁSTI HONISMERETI TÁRSASÁG Archiválva 2009. március 22-i dátummal a Wayback Machine-ben
- A Magyar Dudazenekar-Palásti dallamok
- A palásti Búzavirág Folklórcsoport felvételei